# Kasumi Ninja
Kasumi Ninja is een computerspel dat werd uitgegeven door Atari Corporation. Het spel kwam in 1994 uit voor het platform Atari Jaguar.

## Ontvangst
| Beoordeeld door        | Datum            | Score |
| ---------------------- | ---------------- | ----- |
| Atari Inside           | 1995             | 82%   |
| Joypad                 | februari 1995    | 65%   |
| The Atari Times        | 24 augustus 2001 | 62%   |
| FLUX                   | oktober 1994     | 50%   |
| Mega Fun               | januari 1995     | 48%   |
| All Game Guide         | 2007             | 40%   |
| Just Games Retro       | 12 juli 2007     | 40%   |
| The Video Game Critic  | 1 december 2006  | 16%   |
| Game Informer Magazine | maart 2003       | 10%   |
| Defunct Games          | 4 juni 2005      | 2%    |